# Тимрот, Карл Александрович
Карл Александрович Ти́мрот (нем. Carl August Richard Timroth, 1833—1895) — начальник штаба Финляндского военного округа, командир 5-го армейского корпуса, генерал-лейтенант.

## Биография
Тимрот родился 22 декабря 1833 года в старинной дворянской семье немецкого происхождения и был сыном генерал-лейтенанта Александра Ивановича Тимрота и братом генерал-майора Гофорда (Готгарда) Александровича Тимрота.
Получив образование в Пажеском корпусе, 13 августа 1852 года выпущен с чином прапорщика в лейб-гвардии Семёновский полк; 11 августа 1854 года произведён в подпоручики, 6 декабря следующего года — в поручики. Успешно окончив курс Николаевской академии Генерального штаба в 1857 году, Тимрот 13 января 1858 года был произведён в штабс-капитаны лейб-гвардии Семёновского полка, а 1 января 1859 года переведён в Генеральный штаб с чином капитана.
5 мая 1859 года Тимрот был назначен старшим адъютантом штаба 2-го армейского корпуса, 20 февраля следующего года — дивизионным квартирмейстером резервной дивизии 1-го армейского корпуса, а 30 августа 1861 года с производством в подполковники получил назначение состоять в распоряжении военного министра. 8 августа 1862 года назначен начальником штаба 4-й кавалерийской дивизии и в этой должности 4 апреля 1865 года был произведён в полковники.
С 12 февраля 1867 года по 25 мая 1875 года Тимрот являлся командиром 9-го гренадерского Сибирского полка, а затем получил назначение в Финляндский военный округ, где прослужил 16 лет, занимая должности помощника начальника окружного штаба, с 8 июня 1883 года — начальника 3-й местной бригады, а с 11 февраля 1887 года — начальника штаба Финляндского военного округа с сохранением обязанностей начальника 3-й местной бригады. В период службы в Финляндии был произведён в генерал-майоры (17 апреля 1876 года), а затем в генерал-лейтенанты (30 августа 1886 года) и награждён рядом орденов вплоть до ордена Белого орла (в 1889 году).
13 марта 1891 года назначен начальником 27-й пехотной дивизии, а с 7 декабря 1892 года являлся командиром 5-го армейского корпуса. Занимая эту должность, Тимрот скончался в Варшаве 6 апреля 1895 года в возрасте 61 года и был исключён из списков умершим 17 апреля.

## Награды
Тимрот имел знак отличия за XL лет беспорочной службы (1894 год) и был награждён многими орденами, в их числе:
- Орден Святого Станислава 2-й степени (1863 год; Императорская корона к этому ордену пожалована в 1867 году)
- Орден Святой Анны 2-й степени (1869 год)
- Орден Святого Владимира 4-й степени (1871 год)
- Орден Святого Владимира 3-й степени (1874 год)
- Орден Святого Станислава 1-й степени (1879 год)
- Орден Святой Анны 1-й степени (1882 год)
- Орден Святого Владимира 2-й степени (1885 год)
- Орден Белого орла (1889 год)